# Miquel
Miquel ist die katalanische Form des männlichen Vornamens Michael. Die spanische und portugiesische Form ist Miguel. Miquel tritt auch als Familienname auf.

## Namensträger

### Vorname
- Miquel Asins Arbó (1916–1996), spanischer Komponist und Dirigent
- Miquel Barceló (* 1957), spanischer Maler und Bildhauer
- Miquel Calçada (* 1965), spanischer Journalist und Kommunikationsunternehmer
- Miquel Julià Perello (* 1988), spanischer Autorennfahrer
- Miquel Monrás (* 1992), spanischer Rennfahrer
- Miquel Nelom (* 1990), niederländischer Fußballspieler
- Miquel de Palol (* 1953), katalanischer Architekt und Schriftsteller
- Miquel Porter (1930–2004), katalanischer Filmkritiker
- Miquel Robusté (* 1985), spanischer Fußballspieler
- Miquel Roqué Farrero (1988–2012), spanischer Fußballspieler
- Josep Miquel Vidal i Hernández (1939–2013), menorquinischer Physiker, Forscher und Autor

### Familienname
- Amandine Miquel (* 1984), französische Fußballtrainerin
- André Miquel (1929–2022), französischer Historiker, Arabist und Schriftsteller
- Auguste Miquel (um 1816–1851), französischer Mathematiker
- Franz Wilhelm Miquel (1818–1855), deutscher Gymnasiallehrer und Redakteur
- Friedrich Anton Wilhelm Miquel (1811–1871), deutsch-niederländischer Botaniker
- Ignasi Miquel (* 1992), spanischer Fußballspieler
- Johannes von Miquel (1828–1901), preußischer Politiker und Reformer
- Jules Miquel (1885–1966), französischer Radrennfahrer
- Louis Miquel (1913–1986/87), französischer Architekt
- Marcel Miquel (1913–1994), französischer Fußballspieler
- Pierre Miquel (Aerobiologe) (1850–1922), französischer Naturwissenschaftler
- Pierre Miquel (1930–2007), französischer Historiker und Autor
- Walther von Miquel (1869–1945), preußischer Regierungspräsident und Gutsbesitzer

## Weiteres
- Lex Miquel-Lasker, Reichsgesetz von 1873
- U-Bahnhof Miquel-/Adickesallee, U-Bahnhof in Frankfurt am Main
- Satz von Miquel